# Osen
Osen é uma comuna da Noruega, com 385 km² de área e 1 055 habitantes (censo de 2004).         